# Rena Garazioti
Rena Garazioti (Atene, 21 agosto 1932 – Milano, 15 novembre 2021) è stata un mezzosoprano greco naturalizzato italiano.

## Biografia
Rena (nome d'arte di Irene) Garazioti è nata ad Atene e nel conservatorio di questa città ha compiuto gli studi musicali, diplomandosi, oltre che in canto, anche in violino e armonia.
In Grecia ha studiato canto con la concertista Franghia Spiliopoulos e in Italia, presso il Conservatorio Giuseppe Verdi di Milano, con il baritono Ettore Campogalliani. In seguito ha studiato con Gennaro Barra e Tullio Serafin. Debuttò ad Atene a 19 anni cantando nel Messia di G.F. Händel e, nel maggio del 1953 appena giunta in Italia, ha debuttato all'Angelicum di Milano in una composizione di Roberto Hazon che compose in seguito diverse opere proprio per la vocalità di Rena.
Nel 1954 ottenne L'Orfeo d'argento, primo premio assoluto per i mezzosoprani e nel 1955 vinse il concorso indetto dal Teatro Nuovo di Milano. Nello stesso anno ottenne una borsa di studio indetta dal Teatro alla Scala di Milano entrando così a fare parte della Compagnia dei Cadetti della Scala insieme a Giorgio Tadeo, Paolo Montarsolo, Mariella Adani e Ilva Ligabue.
Da allora ha cantato nei più importanti teatri d'Italia (Teatro alla Scala di Milano, Teatro Massimo di Palermo, Teatro San Carlo di Napoli, Gran Teatro La Fenice di Venezia, Teatro dell'Opera e Terme di Caracalla a Roma, Teatro Regio di Parma, Teatro Carlo Felice di Genova, Teatro Comunale di Bologna, Teatro Regio di Torino, Teatro La Pergola di Firenze, ecc.) e stranieri (Covent Garden di Londra, La Monnaie di Bruxelles, Teatro Reale e Erode Attico di Atene, Liceu di Barcellona, Teatro San Carlo di Lisbona, Holland Festival di Amsterdam e i teatri dell'opera di Monaco di Baviera, Ginevra, Basilea, Berlino, Düsseldorf, Colonia, Stoccarda, Hannover, Wiesbaden, ecc.).
Il suo vastissimo repertorio spazia delle opere del Settecento e dei melodrammi romantici (in particolare Verdi e Robert Wagner) alla produzione lirica contemporanea, della quale si può dire è ritenuta interprete specializzata. Ha infatti interpretato in prima assoluta diverse opere di alcuni tra i più celebri compositori contemporanei (Raffaello de Banfield, Hazon, ecc.).
Rena Garazioti ha cantato sotto la direzione di alcuni tra i più importanti direttori d'orchestra italiani e stranieri quali Bernhard Paumgartner, Paul Sacher, Peter Maag, Paul Strauss, Hermann Scherchen, Gianandrea Gavazzeni, Tullio Serafin, Vittorio Gui, Nino Sanzogno, Francesco Molinari-Pradelli e Antonino Votto.
Accanto alla carriera lirica, Rena Garazioti ha svolto una rilevante attività concertistica internazionale, cantando anche per le più importanti stazioni televisive e radiofoniche italiane e straniere. Ha inciso dischi (opere complete e oratori) per le Case Philips, Angelicum, Cetra e Curci Erato.